# Jean Baudlot

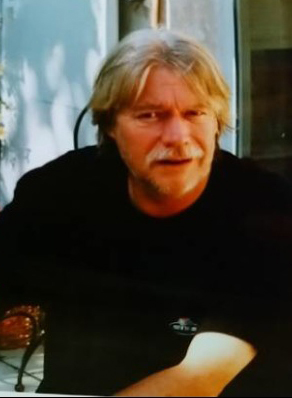
Jean Baudlot (1995)

Jean Baudlot (* 16. Februar 1947; † 24. März 2021) war ein französischer Komponist und Popsänger.

## Leben und Wirken
Ab den 1970er Jahren betätigte er sich als Komponist für französische Schlager- und Chansonsänger; er veröffentlichte bei Polydor oder AZ. Er wurde ausgewählt, Monaco beim Eurovision Song Contest 1979 in Jerusalem zu vertreten. Er erreichte mit dem Chanson Notre vie c'est la musique allerdings nur den 16. Platz. Er trat hier unter dem Künstlernamen Laurent Vaguener auf.
In den 1980er Jahren arbeitete er bei Delphine Records und komponierte für verschiedene Künstler, darunter Richard Clayderman oder Nicolas de Angelis. Ab 1988 wurde er mit der Gründung von Delphine Software International als Komponist für Computerspiele aktiv. Er schuf die Musik für die Spiele Future Wars (1989), Operation Stealth (1990) oder Flashback (1992). Ab 1995 arbeitete er in seiner eigenen Firma; sie war spezialisiert auf Hintergrundmusik oder Werbejingles für Fernsehen und Radio.